# Уендоувър
Уендоувър (на английски: Wendover) е град в окръг Туилъ, щата Юта, САЩ. Уендоувър е с население от 1537 жители (2000) и обща площ от 16,7 km². Намира се на 1308 m надморска височина. ЗИП кодът му е 84083, а телефонният му код е 435.